# Apseudes srilankaensis
Apseudes srilankaensis är en kräftdjursart som först beskrevs av Mihai Bacescu 1981.  Apseudes srilankaensis ingår i släktet Apseudes och familjen Apseudidae. Inga underarter finns listade i Catalogue of Life.